# Frei Luís de Sousa (peça teatral)
Frei Luís de Sousa é um drama em três atos de Almeida Garrett, estreado em 1843 e publicado em 1844 com notas do autor, baseado livremente na vida de Frei Luís de Sousa, nome adotado por frade Manuel de Sousa Coutinho.

## Resumo da obra
Esta obra de Almeida Garrett aconteceu no decorrer do século XVII, retrata a vida de Manuel de Sousa Coutinho e da sua esposa D. Madalena de Vilhena, uma mulher muito supersticiosa, que acredita que qualquer sinal que achasse fora do normal era uma chamada de atenção para acções futuras, um presságio.
Enquanto Manuel, um homem corajoso, patriota, provado historicamente que era possuidor de um grande amor por Madalena, não se importa com o passado da sua esposa, esta vive com muitos receios em relação ao facto do seu primeiro marido, D. João de Portugal, que, apesar de se pensar que terá sido morto na batalha de Alcácer Quibir, está ainda vivo e regressa a Portugal tornando ilegítimo o casamento de Manuel. Este facto valoriza o amor, mesmo contra os ideais sociais da época.
O dramatismo desta obra é mais acentuado quando o autor concede ao casal uma filha, D. Maria de Noronha, uma jovem que sofre de tuberculose. Pura, ingénua, curiosa, corajosa, perfeitamente inocente dos actos dos seus pais, é a personificação da própria beleza e pureza que se consegue originar mesmo num casamento condenável. É-lhes concedido também um aio, Telmo Pais, que ainda é leal ao seu antigo amo, D. João de Portugal, para além de ser contra o segundo casamento de D. Madalena. Conselheiro atencioso e prestativo que tem um carinho enorme por D. Maria de Noronha.
Manuel de Sousa, um cavaleiro da Ordem de Malta e altamente patriota, incendeia a sua casa a fim de não alojar os governadores. Ao perceber que Manuel destruíra a sua própria casa, onde residia o quadro de D. Manuel de Sousa Coutinho e que acabou por ser consumido lentamente pelas chamas, Madalena toma esta situação como um presságio, pressentindo que iria perder Manuel tal como perdeu a sua casa. Consequentemente, Manuel vê-se forçado a habitar na residência que dantes fora de D. João de Portugal, avolumando as consternações de Madalena. D. João de Portugal, que ninguém acreditava que regressaria à sua antiga habitação, aparece como Romeiro, e frisa as apreensões de Madalena ao identificar o quadro de D. João, referindo-se a Frei Jorge como "Ninguém!".
Inicialmente, o Romeiro, percebendo que já ninguém o esperava vivo, resolve pedir a Telmo Pais, o seu aio, que minta acerca da sua existência - é neste momento em que o público acredita que existe salvação. Contudo, Maria, devido à sua grande perspicácia, acaba por perceber e, com esta revelação, o casal decide ingressar na vida religiosa adoptando novos nomes: Frei Luís de Sousa e Sóror Madalena. Ainda na Cena XI do Ato III, cena em que Manuel e Madalena ingressam para os conventos do Livramento e de Benfica, respetivamente, Maria faz um discurso emocionado e consternado acerca da sociedade e da Igreja Católica, criticando-a pelo facto de Maria ser agora considerada filha ilegítima. Maria, já gravemente doente, acaba por morrer de tuberculose à frente de seus pais.
No final da peça, acaba por se registar a morte social de Manuel e Madalena (ao ingressarem na vida religiosa) e a morte física de Maria, motivada pelo agravamento do seu estado de saúde (tuberculose).
O conflito desenvolve-se num crescente até ao clímax, provocando um sofrimento (pathos) cada vez mais cruel e doloroso. Esta obra está tão bem organizada, ou seja, os acontecimentos estão tão bem organizados, que nada se pode suprimir sem que se altere o conflito e o respectivo desenlace. Considera-se um drama romântico embora possua algumas características de um clássico: o nacionalismo, o patriotismo, a crença em agoiros e superstições, o amor pela liberdade (elementos românticos); indícios de uma catástrofe, o sofrimento crescente, o reduzido número de personagens, peripécias, o coro (elementos clássicos).

## Temas
Um dos temas mais importantes da obra é, sem dúvida, o da liberdade de amar, mesmo contra as convenções sociais da época. A personagem de Maria de Noronha, a filha adolescente perfeitamente inocente dos actos de seus pais, é a própria personificação da beleza e da pureza que pode ser engendrada mesmo por uma relação socialmente condenável. A recepção da obra não deixou de ver nisto um paralelo com a vida do autor, que se separara da primeira mulher para viver em mancebia com D. Adelaide Pastor, da qual tivera igualmente uma filha ilegítima. O tema do amor livre interessou igualmente Alexandre Herculano e foi abundantemente glosado no segundo romantismo português, nomeadamente por Camilo Castelo Branco.

## Importância
Frei Luís de Sousa, que continua a ser considerado um clássico da literatura de língua portuguesa e uma das criações máximas do seu teatro, foi inicialmente apenas lido a um grupo selecto de amigos do autor (entre os quais Herculano). A primeira representação fez-se em privado, no teatro da Quinta do Pinheiro, no mesmo ano de 1843, tendo o próprio Garrett desempenhado o papel de Telmo. A peça só teve a sua estreia pública em 1847, no Teatro do * 1 - Salitre, em versão censurada pelo regime cabralista. A versão integral só foi levada à cena no então Teatro Nacional (actual Teatro Nacional de D. Maria II) em 1850. A partir desta data, a obra tem sido levada à cena recorrentemente, Carlos Avilez; José Martins; Miguel Loureiro; Adérito Lopes, são alguns dos nomes que  encenaram este espetáculo.